# Tapeinosperma minutum
Tapeinosperma minutum är en viveväxtart som beskrevs av Carl Christian Mez. Tapeinosperma minutum ingår i släktet Tapeinosperma och familjen viveväxter. Inga underarter finns listade i Catalogue of Life.